# 克勒滕巴赫河 (比爾基希斯巴赫河支流)
50°8′21.14″N 9°9′40.22″E / 50.1392056°N 9.1611722°E

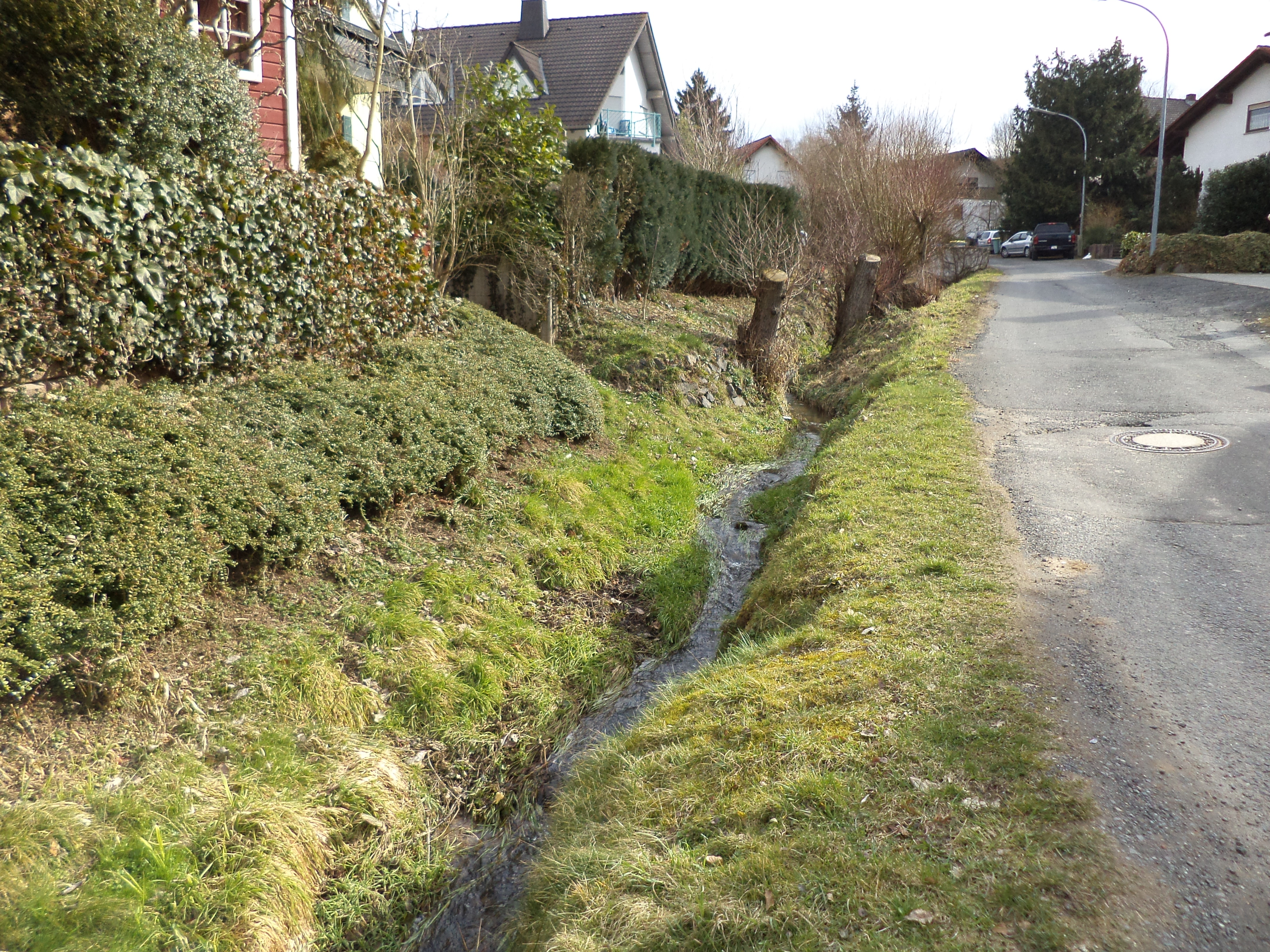

克勒滕巴赫河（德語：Krötenbach），是德國的河流，位於該國中部，由黑森州負責管轄，屬於比爾基希斯巴赫河的右支流，河道全長3.3公里，流域面積2.2平方公里。